# Institut Le Rosey
Pour les articles homonymes, voir Rosey.
L'Institut Le Rosey est une école privée internationale avec internat située dans le château homonyme, sur le territoire de la commune vaudoise de Rolle, en Suisse. Durant les mois d'hiver, l'école est délocalisée dans la station de ski suisse de Gstaad où elle dispose d'un campus secondaire. Elle est considérée comme l'école la plus chère du monde avec des tarifs avoisinant les 130 000 euros pour une année. Issus de plus de 60 nationalités différentes, les 400 élèves ont droit à un enseignement bilingue, français et anglais. Les élèves peuvent passer soit un bac français soit un bac international au terme de leur formation.

## Histoire

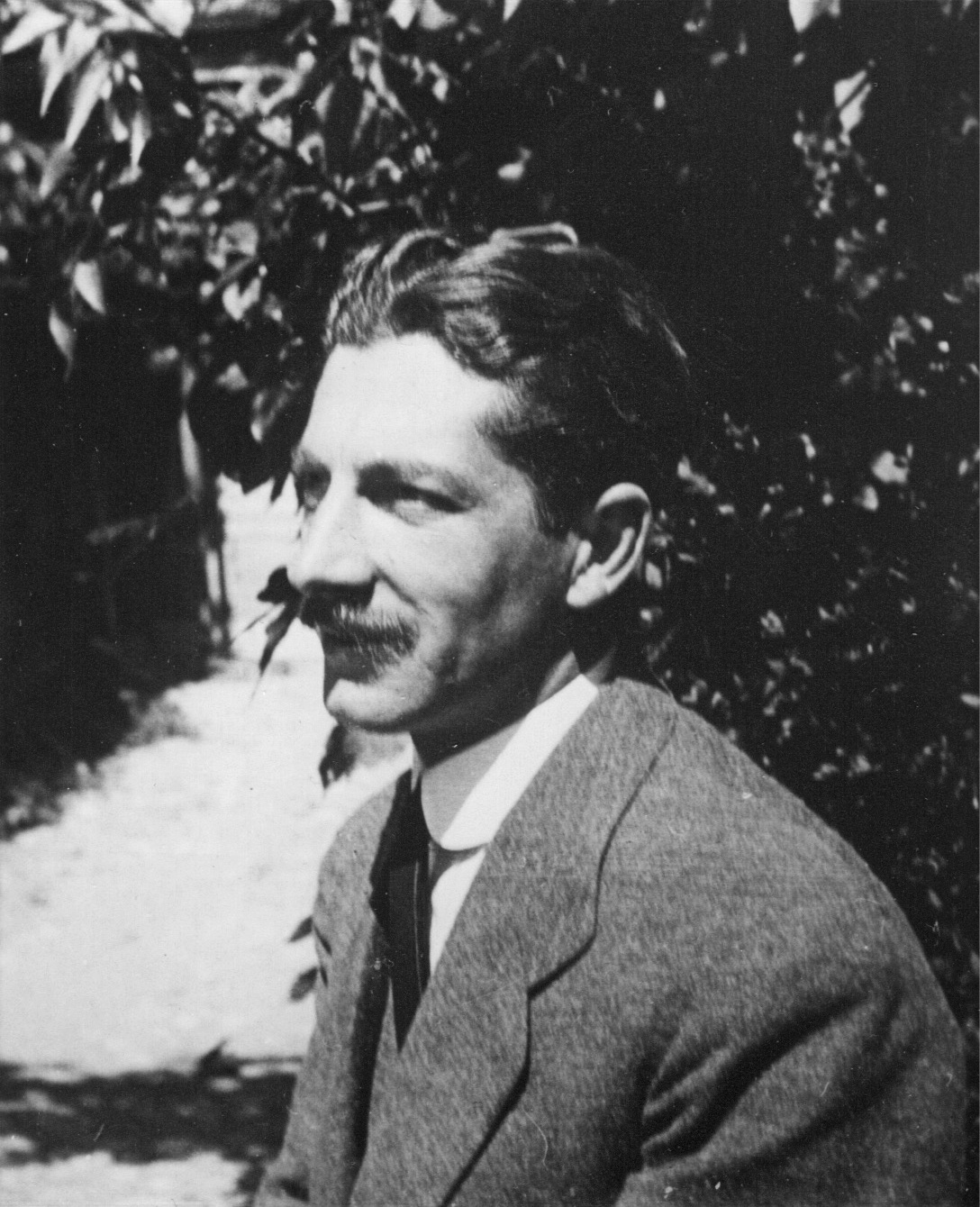
Lucien Brunel, directeur de l'Institut du Rosey de 1931 à 1949.

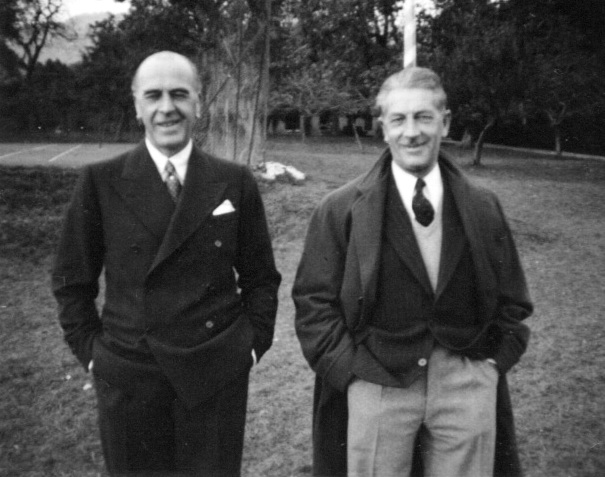
Henri Carnal et Lucien Brunel au Rosey à Rolle en 1935.

L'origine de cette maison seigneuriale remonte au XIIIe siècle : ce fief noble, mentionné vers 1270, étant alors détenu par Pierre du Rosey. Au XVe siècle, la maison forte appartient à Guillaume Bolomier, grand chancelier du duché de Savoie, qui sera accusé de malversations et exécuté par noyade en 1446 (voir aussi Pierre Gerbais). Au XVIIe siècle, ce domaine passe à la famille Rolaz, qui ajoute le nom de cette terre à son patronyme et devient Rolaz du Rosey. Enfin, en 1880, Paul-Émile Carnal devient propriétaire des lieux, alors à l'abandon, et y fonde un pensionnat réputé.
Son fils Henri, aidé de son épouse américaine, prend la succession en 1912 ; ensemble, le couple ouvre le recrutement des élèves à l'international. L'équipe de hockey de l'institut remporte trois titres de champion de Suisse de hockey sur glace en 1921, 1924 et 1925. L'établissement continue à fonctionner pendant les deux guerres mondiales.
En 1931, Lucien Brunel ancien membre du Comité international de la Croix-Rouge et ancien directeur de l'Institut Haccius au château du Grand-Lancy, prend à la demande de Henri Carnal la direction du Rosey, fonction qu'il occupe jusqu'en 1949. En 1949, Louis Johannot et Helen Schaub lui succèdent et s'emploient à moderniser le campus.
En 1951 et en 1954, l'équipe de yole de mer du Rosey est deux fois championne de Suisse. En 1967, l'établissement devient mixte, le campus féminin étant implanté à La Combe à partir de 1975, après que l'institut a racheté cette école de jeunes filles située à quelques centaines de mètres du Rosey. En 1980, Anne et Philippe Gudin deviennent à leur tour directeurs et lancent une rénovation des programmes scolaires et des infrastructures. En 2015, Christophe Gudin leur succède.
Le Rosey est inscrit à l'inventaire cantonal du patrimoine en 1979.
L'institution, aujourd’hui encore, attire des étudiants du monde entier. Cet internat privé offre une éducation bilingue et biculturelle, au travers de cours donnés en français ou en anglais aux élèves âgés de 8 à 18 ans. L'école possède deux campus, l'un au château du Rosey et l'autre, pour le trimestre d'hiver, à Gstaad. Le site du Rosey se complète du Carnal Hall, un auditorium futuriste de 900 places élevé de 2012 à 2014 selon les plans de l'architecte Bernard Tschumi,. En 2023 a lieu la construction d'un nouveau bâtiment[réf. souhaitée].

## Les deux campus

Vue aérienne du Rosey et de Rolle en 1964.

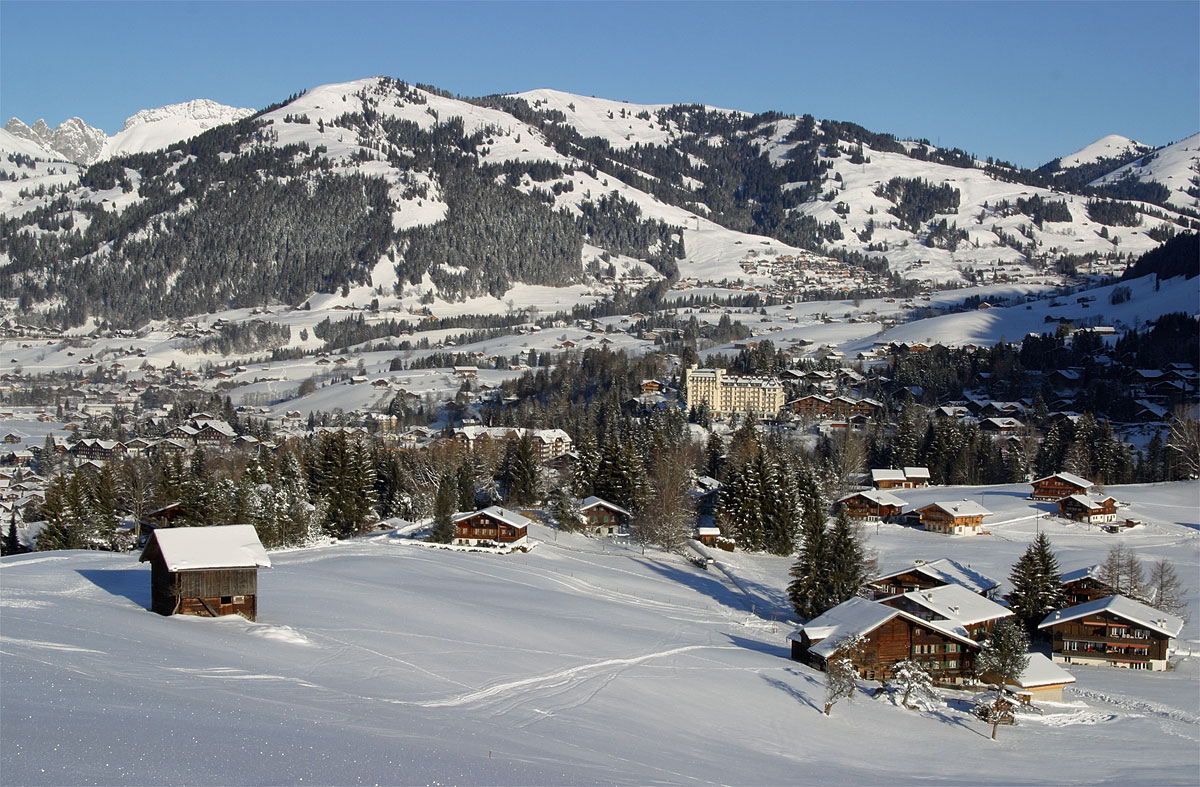
Gstaad, où Le Rosey possède un campus d'hiver.

### Le campus d'été
Le campus d'été est situé à Rolle, une petite commune du Canton de Vaud, il dispose de nombreuses infrastructures sportives et artistiques comme le Paul & Henri Carnal Hall, qui abrite l'auditorium et une bibliothèque de 18 000 références. Les filles sont logées dans le campus de la combe situé à dix minutes de marche.
Situé au pied des montagnes et au bord du lac Léman, il s'étend sur un domaine d'environ trente hectares. Entre des arbres séculaires s'élèvent des courts de tennis, des piscines, deux terrains de football, une serre botanique ou encore un théâtre. L'école possède aussi des écuries à Grilly,.
En 2016, l'institut fait venir le chanteur Phil Collins pour se produire en concert et en 2018, Francis Huster pour animer le festival de théâtre.

### Le campus d'hiver
Durant les mois d'hiver (début janvier à début mars), l'école emménage, personnel compris, dans la station de sports d'hiver suisse de Gstaad dans le canton de Berne. L'après-midi les élèves font en général du ski. Des excursions de toute une journée de ski sont organisées environ trois fois pendant le trimestre de même que d'autres activités, comme la descente aux flambeaux.
Le campus principal, où l'intégralité des cours ont lieu, est situé sur la colline du Ried à Gstaad mais quelques chalets servant à l'internat sont situés non loin de la piste de l'Eggli, à sept minutes de marche. Les filles sont logées dans leur campus à Schönried, situé à dix minutes de train, moyen de transport qu'elles utilisent pour se rendre à Gstaad.
Cette tradition de délocaliser le campus pendant l'hiver remonte à 1915, lorsque le directeur décida d'amener à la station les enfants empêchés de rejoindre leurs parents à cause de la Première Guerre mondiale. Concluante, l'opération fut renouvelée puis pérennisée et participa au développement de Gstaad, les familles fortunées s'employant désormais à fréquenter le village pour y croiser leurs enfants entre les cours.

## Admissions et vie scolaire
À chaque rentrée scolaire, 80 à 100 nouveaux résidents de 8 à 18 ans sont sélectionnés sur 400 demandes d'admissions. Pour les élèves de primaire, un an de pensionnat coûte 99 900 francs suisses. Pour le collège et le lycée, une année coûte 144 900 francs suisses. 
L'institut tient à ce qu'il n'y ait pas plus de 10 % d'élèves issus d'une même région linguistique, afin de favoriser le brassage multiculturel. Quant à leur origine, 50 % sont issus d'Europe, 20-25 % d'Asie, le reste se partageant entre l'Amérique, l'Afrique et le Moyen-Orient. Vingt-cinq langues y sont enseignées (dont le chinois, le finnois, le swahili, etc.). Les classes, qui ne comptent pas plus de 10-12 élèves, sont toutes bilingues (la moitié des cours sont dispensés en français).
Les élèves sont rassemblés par classe d'âge en maisonnées, placées sous la responsabilité de leurs professeurs (qui, au nombre de 150, vivent sur place, avec leur famille),.
Les activités artistiques et sportives sont encouragées. L'institut dispose ainsi de 30 professeurs de musique, permettant d'apprendre à jouer tous les instruments symphoniques, à quoi s'ajoutent un professeur de cornemuse et une école de rock. Un concours de poésie est organisé chaque année. Au niveau sportif, vingt-deux professeurs sont rattachés à l'école ; il est permis de pratiquer quotidiennement de 15 h 30 à 19 h un nombre important de disciplines (tennis, natation, football, équitation, voile, aviron, ski nautique, snowboard, etc.). Les élèves ont aussi droit aux cours d'un « directeur de la nature », qui a la charge de la leur faire redécouvrir par de multiples activités (dormir dans un igloo, faire l'ascension du mont Cervin, etc.). L'Institut organise par ailleurs pour les élèves de nombreuses conférences sur l'économie, les sciences, la politique ou l'environnement avec notamment des invités des conférences TEDx.
Créée en 1922, l'Association internationale des Anciens Roséens (AIAR) rassemble les anciens élèves et édite un bulletin annuel,.

## Accréditations
L'Institut Le Rosey est accrédité par le New England Association of Schools and Colleges (en), l'Organisation du baccalauréat international, le ministère de l'Éducation nationale français et le Council of International Schools. Le Rosey est également membre du European Council of International Schools.
Au baccalauréat français, Le Rosey a un taux de réussite de 100 %, dont 50 % de mentions très bien, même si la majorité des élèves passent le baccalauréat international, notamment afin de viser de grandes universités. 30 % de ses diplômés intègrent ainsi une des 25 meilleures universités du monde (Oxford, Cambridge, le MIT ou encore les établissements de la Ivy League).

## Anciens élèves
- Albert II (né en 1934), roi des Belges
- Elizabeth Bibesco (1897-1945), femme de lettres
- Baudouin (1930-1993), roi des Belges[6]
- John Casablancas (1942-2013), fondateur de l’agence de mannequinat Elite, père de Julian
- Julian Casablancas (né en 1978), chanteur du groupe américain The Strokes, fils de John Casablancas
- François de Cossé (13e) duc de Brissac (1929-2021)
- Joe Dassin (1938-1980), chanteur[6]
- Alain-Fabien Delon (né en 1994), acteur, fils d'Alain Delon[9].
- Albert Hammond Jr (né en 1980), guitariste du groupe américain The Strokes
- Karim Aga Khan IV (1936-2025), chef spirituel des Ismaëliens, grande fortune indienne[6]
- Sean Lennon (né en 1975), chanteur, fils de John Lennon et de Yoko Ono[1]
- Nelson Monfort (né en 1953), animateur et journaliste sportif sur France Télévisions[1]
- Les princes Pahlavi, fils de Reza Pahlavi (1878-1944), chah d’Iran[10] :
  1. Mohammad Reza Pahlavi (1919-1980), chah d’Iran
  2. Ali-Reza Pahlavi (1922-1954)
  3. Gholam-Reza Pahlavi (1923-2017)
  4. Abdol-Reza Pahlavi (1924-2004)
  5. Ahmad-Reza Pahlavi (1925-1981)
  6. Mahmoud-Reza Pahlavi (1926-2001)
- Rainier III (1923-2005), prince de Monaco[6]
- Victor-Emmanuel de Savoie, prince de Naples (1937-2024)
- Juan Carlos Ier (né en 1938), roi d'Espagne[6]
- Dodi Al-Fayed (1955-1997)[6]